# Campionato mondiale militare di scherma 1959
Il Campionato mondiale militare di scherma del 1959 ("1959 World Military Fencing Championships") è stato organizzato dalla Federazione internazionale della scherma e si è svolto a Lussemburgo in Lussemburgo dal 5 al 11 maggio.
Nel fioretto, si è aggiudicato il titolo di campione mondiale militare il lussemburghese Jean Link.
Nella spada ha trionfato lo svedese Berndt-Otto Rehbinder, ottenendo il titolo mondiale militare maschile.
Nella sciabola ha vinto il titolo il belga Marcel Van Der Auwera.
Nel campionato mondiale militare a squadre maschili, la nazionale lussemburghese ha prevalso nella finale del fioretto, mentre la nazionale svedese ha vinto nella spada, ed infine la nazionale belga.

## Podi

### Uomini
| Specialità  | Oro                                                                      | Argento | Bronzo |
| Individuali |                                                                          |         |        |
| Fioretto    | Jean Link                                                                | -       | -      |
| Spada       | Berndt-Otto Rehbinder                                                    | -       | -      |
| Sciabola    | Marcel Van Der Auwera                                                    | -       | -      |
| A squadre   |                                                                          |         |        |
| Fioretto    | Lussemburgo Jean Link -                                                  | -       | -      |
| Spada       | Svezia Carl-Wilhelm Engdahl Berndt-Otto Rehbinder Karl Gustaf Sundfelt - | -       | -      |
| Sciabola    | Belgio Marcel Van Der Auwera -                                           | -       | -      |